# Heavy 24 MTB
Das Heavy24 ist ein seit 2007 jährlich im Juni im Chemnitzer Ortsteil Rabenstein stattfindendes 24-Stunden-Mountainbike-Rennen. Mit 1.174 Startern und rund 18.000 Besuchern im Jahr 2015 war es der größte Mountainbike-Wettbewerb in ganz Ostdeutschland. 2024 war es dann nicht nur das „grünste“ Mountainbike-Rennen Deutschlands (Green Event), sondern auch das größte. 
Der 2015 circa 8,5 km lange Rundkurs im Rabensteiner Wald führt um den Stausee Oberrabenstein und bis fast zum Totensteingipfel. Dabei ist ein Höhenunterschied von ca. 121 Höhenmetern pro Runde zu überwinden. Der Rundkurs setzt sich aus Forststraßen (66,5 %), Singletrails (23,5 %), Asphalt (8 %) und Feld (2 %) zusammen. Die Streckenführung unterlag seit dem ersten Rennen im Jahr 2007 diversen Änderungen, so wurden die gefährlichsten Passagen inzwischen aus der Runde gestrichen und durch unkritischere Wegabschnitte ersetzt. Im Jahr 2016 wurde die Strecke erneut geändert und verlängerte sich dann auf 9,2 km um mehr Raum für die steigende Teilnehmerzahl zu schaffen.
Radeln rund um die Uhr: Die Teilnehmer starten als Einzelstarter (m/w), in 2er-, 4er- und 6er-Teams, sowie in 8er-Teams (jeweils m/w/mixed). Die Teamfahrer wechseln sich in einer entsprechenden Wechselzone im Zielbereich ab. 
Eine Besonderheit des Rennens ist, dass sich das Starterfeld aus professionellen Fahrern und Hobby-Mountainbikern zusammensetzt. Die Fahrer starten in einer Einzelkonkurrenz oder in Teams zu je zwei, vier, sechs oder acht Fahrern. 2015 waren 1.174 Fahrer in 306 Teams am Start und es wurden gemeinsam 11.816 Runden mit 103.390 km – also mehr als drei Erdumrundungen – gefahren und die Nacht zum Tag gemacht. Somit wurden quasi „nebenbei“ auch 1.429,7 km Höhe durch die Teilnehmer empor geradelt. 
Neben den Hobbyfahrern sind die Fahrradhersteller Haibike, Diamant, Kuota, Focus und Stein Bikes regelmäßig mit Werksteams vertreten, auch viele regionale mittelständische Unternehmen sowie ein Großteil der Chemnitzer Fahrradhändler starten mit Firmenmannschaften. 
Der beste Einzelstarter gewann bei der Ausgabe 2024 mit 55 Runden. Der aktuelle Kurs hat eine Länge von 9,2 km und 142 Hm. Der Gewinner fuhr 24 Stunden lang durchweg und hatte dabei eine durchschnittliche Rundenzeit von 26 Minuten. 
Als Vergleich hatte das beste 8er-Team 68 Runden geschafft.